# Contea di Emmet (Michigan)
La contea di Emmet, in inglese Emmet County, è una contea dello Stato del Michigan, negli Stati Uniti. La popolazione al censimento del 2000 era di 31 437 abitanti. Il capoluogo di contea è Petoskey.